# Marc Claudi Marcel (cònsol 166 aC)
Marc Claudi Marcel (en llatí Marcus Claudius M. F. M. N. Marcellus) era fill del cònsol romà de l'any 196 aC Marc Claudi Marcel IV. Formava part de la gens Clàudia i era de la família dels Claudi Marcel. Va succeir al seu pare en el càrrec de Pontífex quan aquell va morir el 177 aC. Va ser cònsol en tres ocasions.

## Primer i segon consolats
L'any 169 aC va ser nomenat pretor i se li va donar Hispània com a província (169-168 aC) i hauria desenvolupat un bon govern des del punt de vista de Roma.
El 166 aC va ser elegit cònsol juntament amb Gai Sulpici Gal. Va vèncer als gals dels Alps, victòria per la que va obtenir els honors del triomf.
L'any 155 aC va tornar a ser cònsol, ara amb Publi Corneli Escipió Nasica Corculum i va vèncer als ligurs, i segons els Fasti va celebrar un altre triomf. No es conserva cap documentació sobre aquestes batalles i victòries.

## Tercer consolat
L'any 152 aC va ser elegit cònsol per tercera vegada, junt amb Luci Valeri Flac, i enviat a Hispània per substituir a Quint Fulvi Nobilior, que havia donat mostres d'incapacitat per fer front a la rebel·lió dels celtibers.
Marcel va prendre diverses mesures militars prudents i adequades i va saber guanyar-se als celtibers amb actes de clemència i de visió política. Ocilis se li va rendir i els arevacs van concertar una treva. Va reunir els seus caps, que van donar ostatges i van enviar ambaixadors a Roma per a aconseguir la pau. Al sud els vetons i lusitans s'havien sotmès i Marc Atili Serrà havia controlat la seva obediència, però quan Atili va abandonar la zona es van rebel·lar de nou. Marcel va acudir i va aconseguir que tornessin a l'obediència ocupant la ciutat de Nertobriga. L'hivern del 152 al 151 aC el va passar a Còrdova (llatí Corduba, on després fundaria una colònia). L'ambaixada dels arevacs a Roma no va poder concertar la pau, ja que el senat va acusar Marcel d'indolència i no va ratificar l'acord, i va nomenar Luci Licini Lucul·le, el nou cònsol, per continuar la guerra. Quan Marcel va conèixer la resolució del senat va sortir dels quarters d'hivern i va fingir un atac als celtibers, els quals es van sotmetre incondicionalment (sembla que hi va haver un pacte preestablert) que el cònsol va acceptar, va signar la pau a Numància i es van restablir els antics tractats, i així va entregar la província al seu successor en estat de completa pau. La seva administració es va destacar per la fundació de la colònia de Corduba.
L'any 148 aC va ser enviat com a ambaixador a Masinissa I de Numídia, però el seu vaixell va naufragar i va morir.